# Joe Rock
Joe Rock (* 25. Dezember 1893 in New York City; † 5. Dezember 1984 in Sherman Oaks, Los Angeles, Kalifornien) war ein US-amerikanischer Filmproduzent, Filmregisseur, Schauspieler und Drehbuchautor, der bei der Oscarverleihung 1934 den Oscar für den besten Kurzfilm in der Unterkategorie Novelty für den Film Krakatoa (1933) erhielt.

## Leben
Rock, der auch unter dem Pseudonym Joe Basil arbeitete, war ursprünglich Komiker bei Vaudeville-Varietés und begann seine Laufbahn in der noch jungen Filmwirtschaft Hollywoods als Schauspieler in dem Comedy-Film Bringing Up Father mit einer Tagesgage von fünf US-Dollar. Nachdem er als Soldat der Infanterie am Ersten Weltkrieg teilgenommen hatte, wirkte er als Schauspieler bis 1926 an knapp 100 Stummfilmen der Vitagraph mit.
Darüber hinaus war er in den 1920er Jahren bis Mitte der 1930er Jahre auch als Filmproduzent, Regisseur, Drehbuchautor und Regieassistent sowie weiterhin als Schauspieler in seinen eigenen Filmen tätig. Seine größten Erfolge hatte er zwischen 1924 und 1925 mit einer Reihe von Slapstick-Kurzfilmen mit Stan Laurel, wobei er zeitweise auch mit seinem Bruder Murray Rock als seinem Regieassistenten zusammenarbeitete.
Bei der Oscarverleihung 1934 war der nur 1,60 Meter große Rock für den Oscar für den besten Kurzfilm in der Unterkategorie Novelty für den 1933 entstandenen Film Krakatoa nominiert. Nach fast zwanzigjähriger Pause vom Filmgeschäft produzierte er 1955 den Dokumentarfilm Mau-Mau über die Mau-Mau-Kriege in der britischen Kolonie Kenia.
Rock war mit der Schauspielerin Louise Granville verheiratet, die während des Ersten Weltkrieges in vier Kurzfilmen mitwirkte, und hatte mit dieser zwei Kinder: den Drehbuchautor und Schriftsteller Phillip Rock sowie die Schauspielerin Felippa Rock, die wiederum mit dem Schauspieler Michael Pate verheiratet war. Rocks Enkelkinder sind die Schauspieler Christopher Pate und Kevin Rock.

## Filmografie (Auswahl)

### Schauspieler
- 1915: Bringing Up Father
- 1917: Plagues and Puppy Love
- 1918: Telephones and Troubles
- 1918: Sneakers and Snoozers
- 1918: Chumps and Cops
- 1919: Zip and Zest
- 1921: Pot Roast
- 1922: Aladdin
- 1923: The Midnight Cabaret
- 1924: Laughing Gas
- 1926: On The Farm

### Drehbuchautor
- 1918: Peanuts and Politics
- 1918: Love and Lavallieres
- 1918: Roofs and Riots
- 1919: Zip and Zest
- 1926: The Goat’s Whiskers

### Regisseur
- 1919: Fairs and Fair Ones
- 1922: The Pill
- 1924: Cave Inn Sheik
- 1925: Dr. Pyckle and Mr. Pryde
- 1937: Cotton Queen

### Produzent
- 1920: What! No Spinach?
- 1922: Aladdin
- 1924: The Buttinsky
- 1924: Detained
- 1925: Pie-Eyed
- 1925: Book-Bozo
- 1925: The Sleuth
- 1926: In The Air
- 1926: The Heavy Parade
- 1926: Getting Hitched
- 1926: Heavyation
- 1927: What Price Dough
- 1935: Strictly Illegal
- 1937: Rhythm Racketeer